# دانشکده فنی و مهندسی دانشگاه شاهد
دانشکده فنی و مهندسی فعالیت خود را از سال ۱۳۷۳ آغاز کرده است.
در حال حاضر دانشکده در مقطع کارشناسی در رشته های مهندسی برق و گرایشهای الکترونیک-مخابرات-قدرت- کنترل - مهندسی پزشکی بالینی- مهندسی کامپیوتر گرایش سخت افزار- مهندسی عمران و در مقطع کارشناسی ارشد در رشته های مهندسی برق و گرایشهای الکترونیک- مخابرات- قدرت- بیوالکتریک- مهندسی IT -مهندسی عمران مکانیک خاک و پی و مهندسی صنایع دانشجو می پذیرد.

## وبگاه رسمی
دانشکده فنی و مهندسی دانشگاه شاهد